# Lafer S/A
A Lafer S/A é uma fabricante brasileira de móveis. Produziu automóveis e peças em fibra de vidro..  
Foi fundada em 1927 como indústria moveleira e atualmente continua no mercado atuante com a linha de móveis tipo exportação, residencial e hospitalar. 
Produziu automóveis fora-de-série entre os anos de 1974 e 1990.
O total de sua produção foi de aproximadamente 4.300 automóveis.

## Automóveis
Os modelos produzidos foram: 
- MP Lafer TD (1974-1982)
- MP Lafer LL (1976-1979)
- MP Lafer TX (1978-1981)
- MP Lafer TI (1978-1981)